# Museo archeologico dell'antica Nola
Il Museo archeologico dell'antica Nola è un museo situato nel comune di Nola, in provincia di Napoli.
Dal dicembre 2014 il Ministero per i beni e le attività culturali lo gestisce tramite il Polo museale della Campania, nel dicembre 2019 divenuto Direzione regionale Musei.

## Descrizione
Ospitato dal 2000 nel complesso di Santa Maria la Nova, che dal 1521 ospitava l'ordine delle suore canossiane, il museo incentra la sua raccolta sulla storia del territorio nolano, dal periodo preistorico a quello medievale, attraverso rilievi, maioliche, anfore, sculture, busti imperiali e tombe, frutto di donazioni da parte di privati o di enti pubblici del territorio regionale. A questi si aggiungono anche affreschi della tradizione napoletana.
Il percorso si snoda su tre piani ed ospita anche un plastico del Villaggio di Croce del Papa e molte tombe del periodo etrusco. Un'intera sezione, poi, è dedicata alle "riggiole" di Napoli e alla Villa di Augusto di Somma Vesuviana. Molti reperti, inoltre, provengono anche dalle Basiliche Paleocristiane della vicina Cimitile e dalle ricostruzioni del periodo sannita.
Il museo dispone anche di una sala conferenze e di una biblioteca.

## Collezioni
Il museo espone con un percorso cronologico i reperti e le ricostruzioni dei ritrovamenti provenienti dal territorio, nonché conclude la visita con collezioni di opere di produzione moderna, tra cui le cartepeste e le riggiole, e relativi alla ancora presente festa dei Gigli.

### Preistoria
Il museo raccoglie diversi reperti preistorici ritrovati nei siti archeologici nei pressi di Palma Campania e della località Croce del Papa, ai cui resti è ispirata la ricostruzione a dimensione reale della capanna preistorica ospitata nel museo. Tra i reperti più particolari conservati grazie alle ceneri vulcaniche, quelli relativi alla vita agricola della comunità di Croce del Papa, tra cui è visibile l'impronta di una spiga d'orzo (Hordeum vulgare) ed una di farro, nonché una mandorla e altre specie alimentari, oppure di diverse foglie di alberi da frutta e di quercia. È visibile inoltre l'impronta del graticciato che componeva l'involucro esterno delle tre capanne.

### Periodo dal VII sec. a.C. al periodo romano
Sono visibili sempre al pian terreno diversi reperti di corredo funerario e ornamenti, che spaziano dal vasellame di provenienza Cumana e Daunia, agli oggetti in bucchero e di origine etrusco-corinzia. Sono esposte in particolare alcune anfore attribuite ai ceramografi locali detti pittore di Alchimaco e pittore di Berlino, nonché un cratere a colonnette decorato a figure rosse attribuito al pittore di Napoli.
Un altro reperto di rilievo è la "Tomba del cavaliere", tomba a semicamera di cui è esposta la lastra con ritratto di cavaliere con elmo cornuto, proveniente dagli scavi di via Seminario, Nola, risalenti al 1977. Sono inoltre ricostruite la Tomba dei Togati e la Tomba della Danzatrice.
Il museo inoltre espone il periodo dell'ingresso della cultura sannitica nel territorio, approfondendo diversi aspetti antropologici tra cui quello linguistico relativo alla lingua osca.
Infine vengono esposti reperti e ricostruzioni della Villa Augustea di Somma Vesuviana.
Altri reperti provengono da località Cangio a Nola, da Starza della Regina a Somma Vesuviana, da Cicciano, da Cimitile ed da San Paolo Belsito.

### Medioevo e rinascimento
Del periodo medievale il museo espone i corredi funerari relativi agli scavi presso la Basilica paleocristiana di Tufino, nonché i reperti rinascimentali degli scavi del Palazzo Orsini, della Chiesa di Santa Maria La Nova. È presente inoltre l'esposizione pittorica di:
- tavola dell’annunciazione di Giovanni Angelo D’Amato
- dipinto dell'immacolata concezione, attribuita generalmente a Giovanni Andrea Taurella, del XVI secolo
- l'annunciazione di Domenico Antonio Vaccaro, dipinta per la chiesa di Santa Maria del Plesco di Casamarciano, del XVIII secolo

### Collezioni delle cartapeste e delle riggiole
La collezione di cartapeste artistiche e la presenza di questa arte nella città di Nola è strettamente legata alla festa dei Gigli, in quanto le macchine sono decorate con leggeri ornamenti prodotti proprio in cartapesta.
È inoltre presente una sala dedicata alle riggiole e ceramiche, con oltre 300 elementi esposti a partire dal XVI secolo, di provenienza della collezione Diodato Colonnese.

### Sezione dedicata alla festa dei Gigli
La sezione dedicata alla festa dei Gigli propone un ampio plastico che rappresenta la città di Nola in festa durante la caratteristica celebrazione, dotato di illuminazione e sonorizzazione, a rappresentare l'atmosfera ricca di persone, macchine obelisco dei Gigli e festoni. Sono inoltre visibili alcune ricostruzioni in scala dei gligli e della tecnica costruttiva.